# 42 Entertainment
42 Entertainment é a criadora de alternate reality games (ARGs) situada em Pasadena fundada por Jordan Weisman, Joe DiNunzio e cinco outros em 2003. É conhecida por comandar alguns dos maiores Alternate Reality Games para empresas, como a Microsoft.